# Jonas Eriksson
Jonas Eriksson (ur. 28 marca 1974) – szwedzki sędzia piłkarski. W latach 2002–2018 był sędzią międzynarodowym.

## Kariera
Eriksson został sędzią w roku 1994. W 1998 roku zadebiutował jako sędzia Superettan, a od 2000 prowadził już spotkania Allsvenskan. W 2002 roku został mianowany na sędziego międzynarodowego. Pierwszym międzynarodowym spotkaniem na poziomie seniorskim był dla niego mecz 2 rundy Pucharu Intertoto pomiędzy Krylja Sowietow Samara a FK Dinaburg zakończony wygraną gospodarzy 3:0. W 2005 roku poprowadził po raz pierwszy starcie reprezentacji narodowych w ramach eliminacji do Mistrzostw Świata 2006. Spotkanie Łotwa - Liechtenstein zakończyło się wynikiem 1:0. W tym samym roku został po raz pierwszy nominowany do poprowadzenia meczu fazy grupowej europejskich pucharów, w którym Lokomotiw Moskwa uległ 0:1 RCD Espanyol.
Trzy lata później zadebiutował w rozgrywkach Ligi Mistrzów. 10 grudnia 2008 roku sędziował spotkanie Real Madryt - Zenit Petersburg. Przed rozpoczęciem sezonu 2009/2010 został promowany do najwyższej grupy sędziów w Europie - UEFA Elite. Jeden z dwunastu arbitrów wyznaczonych przez UEFA do prowadzenia meczów podczas Euro 2012. Latem 2013 roku znalazł się w gronie arbitrów wyznaczonych do prowadzenia meczów w ramach Mistrzostw Świata U-20. 26 sierpnia 2013 roku UEFA wyznaczyła go do prowadzenia meczu o Superpuchar Europy pomiędzy Chelsea F.C. i Bayernem Monachium.
W roku 2014 pojechał na jedyne w swojej karierze Mistrzostwa Świata. Na mundialu poprowadził trzy spotkania: dwa w fazie grupowej (Ghana - Stany Zjednoczone oraz Kamerun - Brazylia), a także jedno w 1/8 finału Szwajcaria - Argentyna. W 2015 roku w trakcie finału Ligi Mistrzów był sędzią technicznym.
18 maja 2016 roku poprowadził finałowy mecz Ligi Europy pomiędzy Liverpool F.C. i Sevilla FC.  W 2016 po raz drugi pojechał na Mistrzostwa Europy. Na tym turnieju poprowadził między innymi półfinałowy mecz pomiędzy reprezentacjami Portugalii oraz Walii (2:0).
30 maja 2018 roku ogłosił zakończenie kariery.

## Życie prywatne
Mieszka w Sigtunie, gdzie jest trenerem młodzieżowej ekipy Sigtuna IF. Szwed jest multimilionerem.